# 丹尼尔·罗伯茨
丹尼尔·罗伯茨（英語：Daniel Roberts，1997年11月13日—），美国男子田径运动员，主攻跨栏，2019年美国室外田径锦标赛男子110米栏金牌得主、2023年世界田径锦标赛男子110米栏铜牌得主。